# Charles Crane
Charles Richard Crane, né à Chicago en 1858 et mort en 1939, est un millionnaire et philanthrope américain.

## Biographie
Il fait fortune dans la plomberie et utilise son argent pour fomenter l'agitation politique et des révolutions dans le monde, notamment en Europe de l'Est, au Kurdistan et en Turquie.
Pour exacerber le nationalisme slave, il décide en 1908 de financer la fresque épique d'Alfons Mucha, l’Épopée des Slaves, lors d'une rencontre avec Tomáš Masaryk, professeur de philosophie devenu le premier président de la Tchécoslovaquie indépendante. 
En 1917, il est membre de la mission Root.
De 1920 à 1921, il est ambassadeur des États-Unis en Chine. En 1925, il fonde un institut de géopolitique, The Institute of Current World Affairs.
En 1924, il est le mécène d'Alexandre Raymond pour l'édition de L'Art Islamique en Orient.
Il est promoteur d'une commission américaine qui s'oppose dès 1919 aux mandats français et britanniques au Proche-Orient.
En 1931, il est reçu à la cour d'Ibn Saoud et conclut un accord sur l'exploitation pétrolière. Il emploie Karl Twitchell pour mener les premiers travaux liés à celle-ci.